# Ґонсьори (Великопольське воєводство)
Ґонсьори (пол. Gąsiory) — село в Польщі, у гміні Ходув Кольського повіту Великопольського воєводства.
У 1975-1998 роках село належало до Конінського воєводства.